# Acțiune (economie)

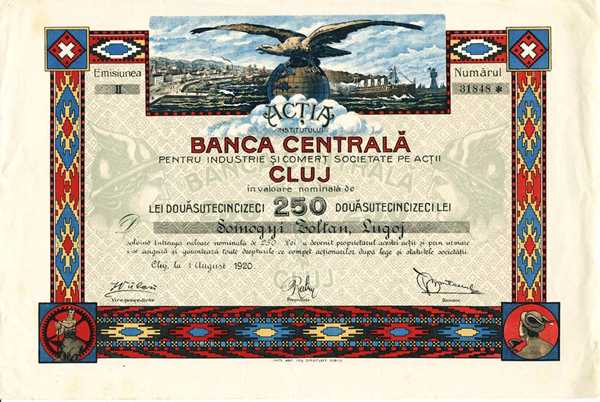
Acțiune emisă de Banca Centrală din Cluj în 1920

## Definiție
Acțiuni - Valori mobiliare care reprezintă proprietatea unei fracțiuni a unei companii; dreptul de proprietate a unei fracțiuni din capitalul social al unei societăți pe acțiuni sau în comandită pe acțiuni. Ele dau dreptul de a participa la beneficii sau pierderi proporțional cu cota deținută. Acțiunile sunt transmisibile atât prin acte juridice „inter vivos" (vânzare, donație), cât și prin acte juridice „mortis cauza” (testament).

## Tipuri Acțiuni

### Preferred stock (Eng) vs Common stock (Eng)
„Preferred stock” sunt acțiuni preferențiale ce au garantate dividendele, dividende ce sunt suma fixă și plătite trimestrial, nu au drept de vot în compania emitentă (i.e. adunarea generală a acționarilor), în cazul unui faliment au prioritate la masa credală față de „common stock” dar sub  obligațiuni. 
„Common stock”, cel mai des întâlnit tip de acțiuni, sunt acțiuni ce reprezintă dreptul de proprietate cu drept de vot în Adunarea generala a actionarilor (AGA), adică votează politicile și conducerea companiei. Spre deosebire de „preferred stock" dividentele depind de performatele economice ale companie (i.e. profit ), nu sunt regulate/fixe. Sunt clasificate în „acțiuni clasă A ” și „acțiuni clasă B”. Acțiunile de clasă A au mai multe voturi per acțiune decât cele de clasă B. În cazul unui faliment sunt ultimii plătiți la masa credală, după plata tuturor creditorilor. 

### Primary (Eng) vs Secondary (Eng)
Acțiunile „primary”  sunt „common stock” oferite de către emitent (companie) direct investitorilor la un preț preferențial, sub prețul pieței (câteodata gratis), fară a apela la piețele de capital, excepție făcând oferta publică inițială (IPO) unde se vând cu scopul finanțării companiei emitente.
Acțiunile „secondary” sunt deja create/alocate de către emitent și sunt puse spre vânzare publicului larg. În cazul unei oferte publice inițiale (IPO) acest tip de acțiuni sunt vândute de proprietar și nu finanțează o dezvoltare ulterioară a companiei .

### Nominative vs La purtător
Acțiune nominativă, acțiune care identifică titularul acesteia prin menționarea pe titlu a datelor de identificare a persoanei fizice (numele, prenume, CNP, domiciliul acționarului)  sau a persoanei  juridice posesoare (denumirea, sediul, număr înmatriculare, codul unic de înregistrare ale acționarului persoană juridică).
Acțiune la purtător,  acțiune în care elementele de identificare ale titularului acesteia nu sunt menționate în titlu, titularul acțiunii fiind posesorul acesteia. Firma emitentă nu înregistrează/urmărește dreptul de proprietate (ie. acțiunea) sau transferul ei. Nefiind înregistrată în niciun registru,  posesorul ei (fizic) este proprietar, la fel ca și în cazul bancnotelor. Acțiunile pot fi convertite din acțiuni nominative în acțiuni la purtător (și invers) de AGA ( Adunarea Generală a Acționarilor ).
În iulie 2019, în România a fost promulgată legea care interzice acțiunile la purtător. Legea, care transpune cea de-a patra directivă europeană privind combaterea spălării banilor, prevede că societățile pe acțiuni și în comandită pe acțiuni înregistrate în Registrul comerțului sunt obligate să transforme acțiunile la purtător în acțiuni nominative și să comunice modificarea Oficiului Registrului Comerțului. 

### Redeemable (Eng) vs Convertibile
Acțiunile „redeemable”(Eng) sunt acțiuni preferențiale ce pot fi răscumpărate de compania emitentă (firmă) contra unei sume de bani. Răscumpararea poate făcută la o dată prestabilită (fixă), când emitentul este obligat să cumpere înapoi acțiunile sau oricând dorește  emitentul acțiunii, funcție de cum a fost stabilit inițial. Se pot emite acțiuni „redeemable” ce pot fi răscumpărate pe o suma fixă sau la prețul pieței, iarași, în funcție de cum au fost stabilite aceste detalii la momentul emiterii acțiunii.

Acțiunile convertibile sunt acțiuni preferențiale ce pot fi rascumpărate de cumpărator în acțiuni „common stock” (Eng). Emitentul acestor acțiuni (preferențiale) este obligat să facă conversia în acțiuni „common stock” fie la termen, fie la orice dată dorită de cumpărator. Pretul poate fi fix (prestabilit) sau pretul pieței. Toate aceste detalii sunt date în prospectul de emisiune al acțiunilor vândute de emitent. 

Acțiune de 10.000 lei emisă în martie 1939 de Manufactura Națională de Porțelan Turda

## Societatea pe acțiuni
Societatea pe acțiuni reprezintă societatea comercială al cărei capital social este în întregime împărțit în acțiuni între fondatori sau acționarii ulteriori, în funcție de aportul fiecăruia la capitalul social al societății.
Societatea pe acțiuni dobândește personalitate juridică de la momentul înscrierii în Registrul Comerțului.
Societatea pe acțiuni poate fi constituită prin subscripție publică.

### Societatea pe acțiuni de tip deschis
Societatea pe acțiuni de tip deschis este acea societate în care acționarii au dreptul nelimitat să înstrăineze acțiunile care le aparțin, acestea și alte hârtii de valoare putând fi vândute public unui cerc nelimitat de persoane. În România, numărul acționarilor nu este limitat, iar capitalul social minim necesar pentru înregistrarea acestui tip de societate reprezintă echivalentul în lei a 25.000 euro.

### Societatea pe acțiuni de tip închis
Societatea pe acțiuni de tip închis este societatea în care acționarii au dreptul să vândă propriile acțiuni numai în cadrul societății (acționarilor ei sau însăși societății). Potrivit legilor românești, societatea pe acțiuni de tip închis nu poate avea mai mult de 50 de acționari, iar capitalul social nu poate fi mai mic de 10 mii de lei.

## Vezi și
- Scripofilie